# 세르조 레오네
세르조 레오네(이탈리아어: Sergio Leone, ˈsɛːrdʒo lɛˈoːne, 1929년 1월 3일 ~ 1989년 4월 30일)는 이탈리아의 영화 감독이다. 그는 "스파게티 웨스턴"(Spaghetti Western)의 아버지로 잘 알려져 있다.

## 생애
이탈리아 로마에서 무성 영화 감독 빈센조 레오네의 아들로 태어났다. 아버지의 영향을 받아 자연스럽게 영화계와 가깝게 지낼 수 있었다. 1952년작《세 명의 해적》(이탈리아어: I Tre Corsari), 1958년작《아프로디테, 사랑의 여신》(이탈리아어: Afrodite, Dea dell'Amore)과 1960년작《폼페이 최후의 날》(이탈리아어: Gli Ultimi Giorni di Pompei) 등 약 15년 동안 여러 영화의 조감독으로 일하면서 영화 경력을 쌓았고, 1961년에는 로마 공화정 시대의 이야기를 그린 《오드의 투기장》(이탈리아어: Il Colosso di Rodi)으로 정식 감독 데뷔를 하였다.
그가 주목을 받기 시작한 작품은 그의 두 번째 영화인 《황야의 무법자》(A Fistful of Dollars)였다. 비록 그는 이탈리아인이었지만 제3자의 입장에서 미국이란 나라의 근대 역사를 비판적으로 바라본, 새로운 서부 영화로 일약 스타 감독이 되었다. 그의 서부극은 1950년대 미국의 수정주의 서부극에서 좀 더 발전된 형태였으며, 비평가들은 이를 두고 "이탈리아산 서부극", 즉 "스파게티 웨스턴의 탄생"이라 불렀다. 《황야의 무법자》의 성공에 힘입어 레오네 감독은 1년 간격으로 연달아 《석양의 무법자》(For a Few Dollars More)와 《석양에 돌아오다》(The Good, the Bad and the Ugly)를 만들었고, 그의 영화는 놀라운 작품성과 높은 인기로 인해 세계적으로 점점 인정 받게 되었다. 클린트 이스트우드를 주인공으로 하여 만든 스파게티 웨스턴 장르의 세 작품은 "달러 3부작", 또는 "무명의 사나이 3부작 (The Man with No Name Trilogy)", 또는 "무법자 3부작"으로 불리게 되었다.
이 3부작을 끝낸 레오네는 여기서 또 새로운 서부 영화를 만드는 데에 도전했는데, 그 영화가 바로 1968년 《원스 어폰 어 타임 인 더 웨스트》(Once Upon a Time in the West)이다. 서사물의 성격을 강화시킨 이 영화는 느린 호흡의 전개와 우아함이 돋보였는데, 스파게티 웨스턴의 또 다른 변주였던 셈이다. 1971년에는 20세기 초 멕시코 혁명을 배경으로 펼쳐지는 두 남자의 이야기를 그린 《석양의 갱들》(Duck, You Sucker)을 만듦으로써 서부 영화의 영역을 확장시켰으며, 1984년에는 영화 역사상 불후의 걸작으로 꼽히는 영화이자 그의 마지막 작품인 《원스 어폰 어 타임 인 아메리카》(Once Upon a Time in America)를 만들었다.
《원스 어폰 어 타임 인 아메리카》는 그의 장기인 스파게티 웨스턴 장르가 아닌, 《대부》(The Godfather)와 같은 갱스터 느와르 장르로서, 그의 이전 작품들이 19세기 말의 미국 역사를 다뤘다면, 이 영화는 20세기 초의 미국 역사를 다뤘다. 그러나 《원스 어폰 어 타임 인 아메리카》는 《대부》와는 또 다른 의미의 영화였다. 《대부》가 비록 당시의 미국 내 어두운 그림자를 그렸지만 그래도 어느 정도는 이미 미국화된 시각이 바탕에 있었다. 그에 반면 《원스 어폰 어 타임 인 아메리카》는 스파게티 웨스턴과 마찬가지로 미국이 아닌, 다른 나라에서 그 안을 들여다봄으로써 좀 더 냉정함이 바탕에 깔려 있다. 한편 후대에 걸작으로 알려져 있는 《원스 어폰 어 타임 인 아메리카》는 개봉 당시 제작자의 간섭으로 인해 어쩔 수 없이 원판보다 짧게 편집되었고 흥행에도 실패하였다. 당연히 혹평도 뒤따랐다. 세월이 흐른 뒤 원판이 복원되면서 많은 영화 팬들이 열광함과 동시에 평단 또한 비로소 그 작품성을 인정하게 되었다.
세르지오 레오네 감독은 기존의 영웅주의적인 서부극을 완전히 재해석한 '마카로니 웨스턴' 을 표방함으로써 서부 신화에 대한 조소와 파괴의 시도를 보였다. 또한 혁명과 역사, 전쟁에 휘말리는 한 인간의 인생과 운명을 드라마틱하게 그려내면서 인간에 대한 모습도 면밀하게 관찰하려는 모습을 보여왔다. 원스 어폰 어 타임 인 아메리카를 만든 후 러시아 혁명을 소재로 한 작품을 기획하려고 하였으나 그가 타계함으로써 빛을 보지 못하게 되었다.
레오네는 1989년 4월 30일에 심장 마비로 사망하였다.

## 작품 특징
시네마스코프 화면과 함께 등장 인물의 얼굴을 극단적으로 가깝게 비추는 "익스트림 클로즈-업"(Extreme Close-Up)을 자주 사용하였다.
세계적인 음악가 엔니오 모리코네는 세르조 레오네와 학창 시절 친한 친구로서 레오네의 감독 데뷔작을 제외한 그의 모든 작품에서 함께 일했다.

## 작품 목록
| 연도 | 한국어 개봉명                                                                                                 | 이탈리아어 개봉명                                | 영어 개봉명                                                                         | 비고                                                  |
| ---- | --- | ------------------------------------------------ | ----------------------------------------------------------------------------------- | ----------------------------------------------------- |
| 1984 | 《원스 어폰 어 타임 인 아메리카》 또는 《옛날 옛적 미국에서》                                                 | C'Era una Volta in America                       | Once Upon a Time in America                                                         | 옛날 옛적 3부작 중 세 번째, 레오네 감독의 마지막 작품 |
| 1971 | 《석양의 갱들》 또는 《엎드려 이 멍청아》 또는 《다이너마이트 한 뭉치》 또는 《옛날 옛적 혁명이 일어났던 때》 | Giù la Testa 또는 C'Era una Volta la Rivoluzione | Duck, You Sucker 또는 A Fistful of Dynamite 또는 Once Upon a Time... the Revolution | 옛날 옛적 3부작 중 두 번째                            |
| 1968 | 《원스 어폰 어 타임 인 더 웨스트》 또는 《옛날 옛적 서부에서》                                                | C'Era una Volta il West                          | Once Upon a Time in the West                                                        | 옛날 옛적 3부작 중 첫 번째                            |
| 1966 | 《석양에 돌아오다》 또는 《(속) 석양의 무법자》 또는 《석양의 건맨 2》 또는 《좋은 놈, 나쁜 놈, 추한 놈》     | Il Buono, il Brutto, il Cattivo                  | The Good, the Bad and the Ugly                                                      | 달러 3부작 중 세 번째                                 |
| 1965 | 《석양의 무법자》 또는 《(속) 황야의 무법자》 또는 《석양의 건맨》 또는 《달러 좀 더 위해서》                 | Per Qualche Dollaro in Più                       | For a Few Dollars More                                                              | 달러 3부작 중 두 번째                                 |
| 1964 | 《황야의 무법자》 또는 《달러 한 뭉치》                                                                       | Per un Pugno di Dollari                          | A Fistful of Dollars                                                                | 달러 3부작 중 첫 번째                                 |
| 1961 | 《오드의 투기장》                                                                                             | Il Colosso di Rodi                               | The Colossus of Rhodes                                                              | 레오네의 감독 데뷔작                                  |